# Brookwood (Alabama)
Brookwood è un comune degli Stati Uniti d'America situato nella contea di Tuscaloosa dello Stato dell'Alabama.